# Calyptrogyne anomala
Calyptrogyne anomala là loài thực vật có hoa thuộc họ Arecaceae. Loài này được de Nevers & A.J.Hend. mô tả khoa học đầu tiên năm 1988.